# Cortino
Cortino är en ort och kommun i provinsen Teramo i regionen Abruzzo i Italien. Kommunen hade 619 invånare (2018).